# The Midnight Special
The Midnight Special fue un programa musical de televisión que se emitió originalmente por la cadena NBC durante los años 1970 y principios de la década de 1980, creado y producido por Burt Sugarman. Tuvo su estreno a modo de especial el 19 de agosto de 1972 y comenzó su transmisión como serie regular el 2 de febrero de 1973. Su último episodio fue transmitido el 1 de mayo de 1981. El programa de 90 minutos reemplazó a la edición del viernes por la noche de The Tonight Show Starring Johnny Carson.
Al igual que el programa Don Kirshner's Rock Concert, The Midnight Special presentaba típicamente invitados, excepto por un período de julio de 1975 a marzo de 1976, donde la cantante Helen Reddy se desempeñó como anfitriona regular. Wolfman Jack se desempeñó como locutor y anfitrión frecuente. El tema musical principal del programa, una canción popular tradicional llamada "Midnight Special", era interpretada por Johnny Rivers.
The Midnight Special se destacaba por presentar actos musicales en vivo, lo cual era inusual ya que la mayoría de las apariciones televisivas de la época los intérpretes se sincronizaban con la música pregrabada. La serie también de vez en cuando emitía imágenes vintage de actos más antiguos, como Bill Haley & His Comets. Cuando el programa se acercaba al final de su carrera a principios de la década de 1980, comenzó a utilizar con frecuencia ejecuciones con sincronización labial en lugar de actuaciones en vivo. También presentó actuaciones ocasionales de comediantes como Richard Pryor, Andy Kaufman y George Carlin.

## Participantes notables
| - ABBA - AC/DC - Aerosmith - Andy Gibb - America - Joan Baez - The Bay City Rollers - The Beach Boys - Bee Gees - Chuck Berry - Blondie - David Bowie - Dr. Hook & The Medicine Show - Bread - Brooklyn Dreams - James Brown - The Cars - The Chambers Brothers - Harry Chapin - Ray Charles - Cheap Trick - Lou Christie - Petula Clark - Jim Croce - Billy Crystal - Bo Diddley - The Doobie Brothers - Earth, Wind & Fire - Electric Light Orchestra - Cass Elliot - Fleetwood Mac - Peter Frampton - Frankie Valli and the Four Seasons - Aretha Franklin - Marvin Gaye - Genesis - Goldstar - Gladys Knight & The Pips - Al Green - Heart - Janis Ian - Wolfman Jack - The Jackson 5 - Rick James - Billy Joel | - Elton John - Journey - KC and the Sunshine Band - Andy Kaufman - Steppenwolf - B.B. King - Kiss - Kraftwerk - Kris Kristofferson - Jerry Lee Lewis - Gordon Lightfoot - Little Feat - Loggins & Messina - Barry Manilow - Steve Martin - Eddie Money - Van Morrison - Randy Newman - Olivia Newton-John - The New York Dolls - Ted Nugent - Dolly Parton - Prince - Richard Pryor - Helen Reddy - REO Speedwagon - Linda Ronstadt - Roxy Music - Diana Ross - T. Rex - Todd Rundgren - The Spinners - Steely Dan - Rod Stewart - Sugarloaf - Donna Summer - Tom Petty and the Heartbreakers - The Three Degrees - Thin Lizzy - Ike & Tina Turner Revue - Village People - War - Weather Report - XTC - Gary Wright - Golden Earring |